# Мукашев, Тулеубек Тулеуович
Тулебек Тулеуович Мукашев (каз. Төлеубек Төлеуұлы Мұқашев; род. 25 апреля 1950, село Антоновка, Саркандский район, Талды-Курганская область, Казахская ССР) — казахстанский государственный и политический деятель, депутат сената парламента Республики Казахстан от города Алматы (2014—2020).

## Биография
В 1975 году окончил Казахский государственный педагогический институт имени Абая по специальности «учитель черчения и изобразительного искусства», в 1985 году — Алматинский институт народного хозяйства по специальности «бухгалтер-экономист».
С 1966 по 1967 годы — рабочий-монтажник треста «Балхашпромстрой».
С 1967 по 1971 годы — служба в Советской армии.
С 1975 по 1976 годы — преподаватель Казахского государственного женского педагогического института.
С 1976 по 1979 годы — начальник Алма-Атинского городского студенческого отряда проводников.
С 1979 по 1987 годы — председатель профкома вагонного депо № 7 Алма-Атинского отделения железной дороги.
С 1987 по 1994 годы — директор Алматинского городского производственного художественно-оформительного комбината.
С 1994 по 2002 годы — президент ГАО «Алматыгороформление».
С 1999 по 2014 годы — депутат Алматинского городского маслихата, с 2002 по 2014 годы — секретарь маслихата.
С декабря 2007 по октябрь 2008 года — председатель Алматинского городского филиала Народно-демократической партии «Нур Отан».
С октября 2014 по 2020 год — депутат сената парламента Республики Казахстан от города Алматы. C 17 октября 2014 года — член комитета по конституционному законодательству, судебной системе и правоохранительным органам, с 14 сентября 2017 года — член комитета по международным отношениям, обороне и безопасности.
Член республиканской комиссии по государственным символам при президенте Республики Казахстан.

## Награды и звания
- Орден «Барыс» III степени (2019)[3]
- Орден Парасат (2005)
- «Қазақстанның еңбек сіңірген қызметкері» (Заслуженный деятель Казахстана)
- Медаль «Астана» (1998)
- Медаль «10 лет независимости Республики Казахстан» (2001)
- Медаль «10 лет Конституции Республики Казахстан» (2005)
- Медаль «10 лет Парламенту Республики Казахстан» (2006)
- Медаль «10 лет Астане» (2008)
- Медаль «20 лет независимости Республики Казахстан» (2011)
- Медаль «20 лет Конституции Республики Казахстан» (2015)
- Медаль «20 лет Ассамблеи народа Казахстана» (2015)
- Медаль «25 лет независимости Республики Казахстан» (2016)
- Медаль «20 лет Астане» (2018)
- Медаль партии «Нур Отан» «Белсенді қызметі үшін»
- Почётное звание «Почётный гражданин города Алматы»
- Медаль «За укрепление парламентского сотрудничества» (12 апреля 2018 года, Межпарламентская ассамблея СНГ) — за особый вклад в развитие парламентаризма, укрепление демократии, обеспечение прав и свобод граждан в государствах — участниках Содружества Независимых Государств[4]
- Памятный знак «МПА СНГ. 25 лет» (27 марта 2017 года, Межпарламентская ассамблея СНГ) — за содействие в деятельности Межпарламентской Ассамблеи и её органов[5]
- Почётная грамота Совета МПА СНГ (24 ноября 2016 года, Межпарламентская ассамблея СНГ) — за активное участие в деятельности Межпарламентской Ассамблеи и её органов, вклад в укрепление дружбы между народами государств — участников Содружества Независимых Государств[6]